# Alberto Cardoso de Aguiar
Alberto Cardoso de Aguiar (Rio de Janeiro, 19 de janeiro de 1864 — Niteroi, 19 de julho de 1935) foi um militar brasileiro, Ministro da Guerra durante a presidência de Delfim Moreira.

## Carreira Militar
Alberto Cardoso de Aguiar nasceu na antiga província do Rio de Janeiro, no dia 19 de janeiro de 1864. Assentou praça no Exército em 21 de fevereiro de 1880. Posteriormente, ingressou na Escola Militar da Praia Vermelha, tornando-se alferes-aluno em 19 de janeiro de 1889. Ao concluir o curso, formou-se em engenharia e em matemática e ciências físicas e naturais. Em 4 de janeiro de 1890 foi promovido a segundo-tenente. Os serviços prestados à nascente república valeram-lhe a promoção a primeiro-tenente em 7 do mesmo mês. Em 23 de julho de 1894, foi promovido a capitão. Nos anos seguintes, colaborou com o então coronel Feliciano Mendes de Morais em um trabalho que condensava a experiência passada e apresentava novas orientações para a realização da ação cartográfica de delimitação territorial do Brasil. Assinado em 9 de abril de 1900, o projeto não chegou contudo a ser executado.
Foi promovido a major em 1º de março de 1905, a tenente-coronel em 11 de maio de 1911, a coronel em 27 de outubro de 1914 e a general de brigada em 12 de janeiro de 1918. Em março desse ano, Francisco de Paula Rodrigues Alves foi eleito pela segunda vez Presidente da República. Contudo, por ter contraído a gripe espanhola, Rodrigues Alves não pôde tomar posse. Em seu lugar assumiu interinamente, em 15 de novembro, o vice-presidente Delfim Moreira. Na mesma data, o general Cardoso de Aguiar tomou posse como Ministro da Guerra, sucedendo ao general José Caetano de Faria. Permaneceu no cargo até 28 de julho de 1919.

## Ministro da Guerra
Durante sua gestão foi organizada a artilharia de campanha, foi restabelecida a denominação de Secretaria de Estado de Guerra para a então chamada Diretoria de Expediente da Guerra, e foram dados passos importantes no processo de reorganização do Exército e de modernização do ensino militar. Sua ida para o ministério foi fundamental para que se avançasse na organização da aviação militar brasileira. No dia 21 de novembro de 1918, portanto poucos dias após sua posse, expediu o aviso nº 1.463, pelo qual subordinava o Serviço de Aviação Militar à Repartição do Estado-Maior do Exército, competindo a esta a missão de organizar, “com urgência”, a nascente atividade, assim como preparar o regulamento da Escola de Aviação, cujo material já havia chegado da Europa.
A ideia de convidar uma Missão Militar Francesa a fim de modernizar a instrução das tropas brasileiras partira da articulação feita pelo próprio general Cardoso de Aguiar com os representantes brasileiros que estavam em Paris para as negociações do Tratado de Versalhes. Em 28 de maio de 1919, foi permitida a contratação de tal missão junto à França. Desde o período da Primeira Guerra Mundial, o Alto Comando do Exército já demonstrava preocupação com o problema da atualização do ensino militar de uma forma mais ampla. Era tida como fundamental a equiparação da instrução da Escola Militar do Realengo aos parâmetros adotados pelos países desenvolvidos da Europa. Com esse objetivo, o ministro Cardoso de Aguiar abriu um processo de seleção para o quadro de instrutores da escola. O grupo de aprovados ficou conhecido pelo nome de “A Missão Indígena”, por ser composto por instrutores de nacionalidade brasileira que, apesar de terem como base de sustentação ideológica o aprendizado do Exército Alemão, que até então predominava como influência sobre o Exército Brasileiro. Eles eram partidários do estabelecimento de uma cultura militar própria do Brasil. Em 1919, esses homens assumiram toda a estrutura de ensino militar do Exército e ajudaram na construção da nova cultura institucional.
Em complemento à melhoria do processo inicial de formação dos oficiais, também por meio do Decreto nº 13.451, que originou o Curso de Aviação Militar, foi criada a Escola de Aperfeiçoamento de Oficiais, cujo objetivo era promover a constante atualização do quadro de oficiais intermediários do Exército (capitães e majores) e, por meio deles, disseminar entre as tropas os modernos ensinamentos militares, já tendo como base a influência da França. Com a mesma meta de manter constante aperfeiçoamento dos oficiais durante toda a sua carreira, assim como era feito nos exércitos europeus, a 30 de abril de
1919, foi aprovado um novo regulamento para a Escola Militar do Realengo. O documento estabelecia que, nos estabelecimentos de ensino militar, deveriam ser ministrados somente conhecimentos necessários ao desempenho das funções de oficial de
tropa, até o posto de capitão.
Com o falecimento de Rodrigues Alves, ocorrido a 16 de janeiro de 1919, realizaram-se
novas eleições para a Presidência da República. O vitorioso, Epitácio Pessoa, iniciou seu governo em julho do mesmo ano, sendo o Ministério da Guerra entregue a Pandiá Calógeras no dia 28 daquele mês. Apesar de ter sido contratada ainda durante a gestão de Cardoso de Aguiar, a Missão Francesa só chegaria ao Brasil em 1920, depois, portanto, de ele ter deixado a pasta. A atuação da Missão Francesa se limitaria às questões específicas da educação militar. O objetivo maior era a reestruturação
do Exército Brasileiro, e nessa direção foram executadas as suas ações. Ao fim, ela promoveu a tão sonhada modernização, providenciando o reaparelhamento material dos corpos de tropa, a renovação dos programas de ensino militar de uma forma ampla, e a elaboração de novos regulamentos para o Exército.

## Vida após o Ministério
Em 1920, quando ocupava o comando da 5ª Região Militar, sediada em Salvador, o general Cardoso de Aguiar teve participação decisiva no desfecho do episódio denominado Revolução Sertaneja. Naquele ano, a segunda eleição de José Joaquim Seabra para o governo da Bahia gerou uma reação imediata dos aliados do candidato derrotado, Paulo Martins Fontes. A oposição elaborou um plano que consistia em, a partir do sertão, contestar a eleição de J. J. Seabra e provocar um levante armado, que forçaria uma intervenção federal. Por fim, isso impediria a posse do eleito e forçaria a realização de novas eleições, agora com um Seabra desmoralizado. Dando prosseguimento ao plano, Horácio de Matos ocupou a cidade de Lençóis, então a segunda cidade mais importante da Bahia, com o objetivo de fazer dali um ponto de apoio para invadir Salvador. Em 17 de fevereiro, o governador baiano Antônio Muniz Sodré de Aragão solicitou a intervenção federal, exatamente como planejara a oposição. Contudo, ao contrário do esperado, a ação do governo da União garantiu a posse de J. J. Seabra. Para evitar a marcha
dos opositores a Salvador, foi firmado um pacto de paz com os coronéis locais. O acordo, negociado e assinado pelo general Cardoso de Aguiar e Horácio de Matos, recebeu o nome de Convênio de Lençóis, em referência à cidade em que foi ratificado.
Cardoso de Aguiar foi também comandante da 6ª Região Militar, que abrangia os estados do Ceará, Rio Grande do Norte, Paraíba, Alagoas e Pernambuco, entre 22 de agosto de 1921 e 22 de fevereiro de 1922. O General foi reformado em 6 de setembro de 1922.
Faleceu em Niterói, no dia 19 de julho de 1935.